# Радиоинтерферометр
Радиоинтерферометр — инструмент для радиоастрономических наблюдений с высоким угловым разрешением, который состоит, как минимум, из двух антенн, разнесённых на расстоянии и связанных между собой кабельной линией связи.
Радиоинтерферометры используются для измерения тонких угловых деталей в радиоизлучении неба. В частности, с их помощью получают особо точные координаты и угловые размеры астрономических объектов, а также радиоизображения небесных тел с высоким разрешением.
С помощью радиоинтерферометрии достигаются угловые разрешения до ~0,001″. Для сравнения, предельное угловое разрешение одиночных антенн радиотелескопов - ~17″ (диаметра 100 м на длине волны 7 мм), что недостаточно для разрешения структуры далёких радиоисточников. В оптике разрешение больших наземных телескопов (диаметр ~6 м) имеет предел ~1″. Радиоинтерферометрия даёт возможность проводить такие важные для астрономии исследования, как: измерения положений радиоисточников с точностью, позволяющей достигать отождествления с объектами, обнаруженными в оптическом и других диапазонах электромагнитного спектра; измерять и сравнивать с соизмеримым угловым разрешением такие параметры, как яркость, поляризация и частотный спектр деталей объекта исследования в радиодиапазоне и в оптике.
Дальнейшим этапом развития радиоинтерферометрии явился так называемый метод сверхдальней радиоинтерферометрии.

## История
Открытия космического радиоизлучения Янским и Рёбером были сделаны на основе измерений мощности, принимаемой одной антенной. Радиоинтерферометрия начала развиваться после второй мировой войны, во время которой исследование влияния солнечной активности на радарные приёмники привлекло дополнительное внимание к возможностям радиоастрономии. В 1946 году Райл и Ванберг сконструировали радиоаналог оптического интерферометра Майкельсона, используя дипольные антенные решётки для частоты 175 МГц. База изменялась от 10 до 140 длин волн. В этом и в большинстве других интерферометрах 1950-60-х годов, работающих на метровых длинах волн, диаграмма антенн выставлялась по меридиану и сканирование по прямому восхождению осуществлялось при вращении Земли.
В 1965 году советские ученые Л. И. Матвеенко, Н. С. Кардашев, Г. Б. Шоломицкий предложили независимо регистрировать данные на каждой антенне интерферометра, а потом совместно их обрабатывать, как бы имитируя явление интерференции на компьютере. Это позволяет разносить антенны на сколь угодно большие расстояния. Поэтому метод получил название радиоинтерферометрии со сверхдлинными базами (РСДБ) и успешно используется с начала 1970-х годов.

## Принцип работы
Фронт электромагнитной волны, излучённой далёкой звездой, вблизи Земли можно считать плоским. В случае самого простого интерферометра, состоящего из двух антенн, разность хода лучей, пришедших на эти две антенны, будет равна
{\displaystyle \Delta =D\cdot \sin(\theta )},
где
{\displaystyle \Delta } — разность хода лучей;
{\displaystyle D} — расстояние между антеннами;
{\displaystyle \theta } — угол между направлением прихода лучей и нормалью к линии, на которой расположены антенны.
Таким образом, при {\displaystyle \theta =0} волны, пришедшие на обе антенны, суммируются в фазе. В противофазе волны первый раз окажутся при
{\displaystyle \Delta ={\frac {\lambda }{2}}}, {\displaystyle \theta =\arcsin {\frac {\lambda }{2D}}},
где {\displaystyle \lambda } — длина волны.
Следующий максимум будет при {\displaystyle \Delta =\lambda }, минимум — при {\displaystyle \Delta ={\frac {3\lambda }{2}}}, и т. д.
Таким образом, получается многолепестковая диаграмма направленности (ДН), ширина главного лепестка которой при {\displaystyle \lambda <<D} равна {\displaystyle {\frac {\lambda }{D}}}. Шириной главного лепестка определяется максимальное угловое разрешение радиоинтерферометра, то есть оно приблизительно равно его ширине.
При большем количестве периодически расположенных антенн ширина главного максимума будет определяться отношением длины волны к расстоянию между крайними антеннами, а расстояние до боковых максимумов — отношением двух длин волн к расстоянию между соседними антеннами, то есть с увеличением количества антенн боковые максимумы будут отдаляться от главного. Как правило, антенны интерферометра делают направленными, понижая уровень боковых лепестков диаграммы направленности интерферометра за счёт ДН отдельных антенн.
Антенны соединяют через фазовращатели, управляя которыми, можно изменять направление главного максимума ДН интерферометра.

## Устройство
Радиоинтерферометр состоит из двух (элементарный радиоинтерферометр) и более антенн, разнесённых на большое расстояние и связанных между собой кабельной, волноводной или ретрансляционной линией связи. Сигналы, принимаемые антеннами от источника радиоизлучения, подаются по линии связи на вход общего приёмного устройства, где они анализируются и регистрируются.
Потери в высокочастотном кабеле и связанное с ним ослабление сигналов ограничивают базы радиоинтерферометра, особенно на высоких частотах. Поэтому принятые сигналы сначала усиливаются, преобразовываются до низких частот и лишь после этого передаются по кабелю либо с помощью ретранслятора, аналогичного телевизионному. При этом, чтобы не потерять когерентности сигналов и контролировать электрическую длину путей их распространения, передаются вспомогательные сигналы. Длина базы таких радиоинтерферометров может составлять десятки км, а угловое разрешение — десятые доли секунды дуги. Однако дальнейшее увеличение базы сопряжено с трудностями передачи сигналов без потери когерентности, сложностью контроля электрических длин каналов передачи сигналов и компенсации больших запаздываний сигналов.

## Галерея радиоинтерферометров
- VLA
- Вид VLA с орбиты ИСЗ
- Главные антенны АТКА
- Карта МЕРЛИН
- ВСРТ
- ALMA

## Галерея радиоинтерферометрических изображений
- Лебедь А
- 3C 75